# دامة (براندنبورغ)
دامه برندنبورغ (بالألمانية: Dahme, Brandenburg) هي مدينة و بلدة ألمانية تقع في ألمانيا في Amt Dahme/Mark.  يقدر عدد سكانها بـ 5,678 نسمة .